# Hatam Jabbarli
Hatam Gulu oglu Jabbarli (en azerí: Hatəm Qulu oğlu Cabbarlı; Raión de Masis, 27 de diciembre de 1969) es un científico de Azerbaiyán, doctor en ciencias políticas.

## Biografía
Hatam Jabbarli nació el 27 de diciembre de 1969 en raión de Masis. En 1976-1986 estudió en la escuela secundaria en nombre de Jalil Mammadguluzade. En 1988-1990 sirvió en el ejército soviético. En 1991-1993 participó voluntariamente en operaciones militares en Alto Karabaj. Es un veterano de la Primera guerra del Alto  Karabaj.
En 1997 se graduó de la Facultad de Relaciones Internacionales de la Universidad Estatal de Bakú. En 2002 recibió una maestría del Instituto de Ciencias Sociales de la Universidad de Ankara. En 2008 recibió un doctorado en ciencias políticas de la Universidad Gazi en Turquía.
En 2001-2005 trabajó en el Centro de Estudios Estratégicos de Eurasia en Ankara. En 2010-2011 trabajó como profesor en la Facultad de Relaciones Internacionales de la Universidad Estatal de Bakú.
En 2015, por la orden de la República de Azerbaiyán, Ilham Aliyev, recibió el título de Consejero de Estado de tercera clase.
Habla turco, armenio, ruso e inglés. 
Es casado y tiene dos hijos.

## Obras científicas
- Erməni dili, Azərbaycan Prezidenti yanında Strateji Araşdırmalar Mərkəzi nəşri. Azərbaycan, Bakı, 2015.
- Ermenistan’da Siyasi Aktörler ve Partiler, 2015, Azərbaycan Prezidenti yanında Strateji Araşdırmalar Mərkəzi nəşri. Azərbaycan, Bakı, 2015,
- Ermənistanın xarici siyasəti 1991-2013. Azərbaycan Respublikasının Prezidenti yanında QHT-ə Dəstək Şurasının nəşri. Azərbaycan, Bakı, 2014.
- Ermenistan'da İktidar Mücadelesi, Türkiyə, Ankara, Platin Yayımevi, 2005.
- Bağımsızlık Sonrası Ermenistan Rusıya ilişkileri.(www.avsam.org. Elektron-kitab)